# Tkay
Tkay è il primo album in studio della cantante e rapper australiana Tkay Maidza, pubblicato il 30 agosto 2016.
Dall'album sono stati estratti i singoli Carry On e Simulation.

## Tracce
1. Always Been – 3:20 (Tkay Maidza, Andrea Fratangelo, Danny Omerhodic)
2. Afterglow – 3:00 (Tkay Maidza, Jess Higgs, Chris Emerson, Djemba Djemba, Nat Dunn)
3. Carry On (feat. Killer Mike) – 3:33 (Tkay Maidza, Dann Hume, Killer Mike)
4. Simulation – 3:25 (Tkay Maidza, LK McKay, Jess Higgs)
5. Tennies – 3:17 (Tkay Maidza, Salva)
6. Monochrome – 3:29 (Tkay Maidza, Lee Mortimer)
7. Follow Me – 3:47 (Tkay Maidza, Jess Higgs, Andrew Hershey)
8. Castle in the Sky – 3:20 (Tkay Maidza, Daniel Farber)
9. Drumsticks No Guns – 2:43 (Tkay Maidza, Stefan Gräslund)
10. State of Mind – 3:27 (Tkay Maidza, Chiddy Bang, Nat Dunn)
11. House of Cards – 4:07 (Tkay Maidza, King Henry, Nat Dunn)
12. Supasonic – 2:38 (Tkay Maidza, LK McKay)
13. You Want – 3:40 (Tkay Maidza, LK McKay)
14. At Least I Know – 4:08 (Tkay Maidza, Christoph Andersson)

## Classifiche
| Classifica (2016) | Posizione massima |
| ----------------- | ----------------- |
| Australia         | 20                |